# ابوالحسن خرقانی

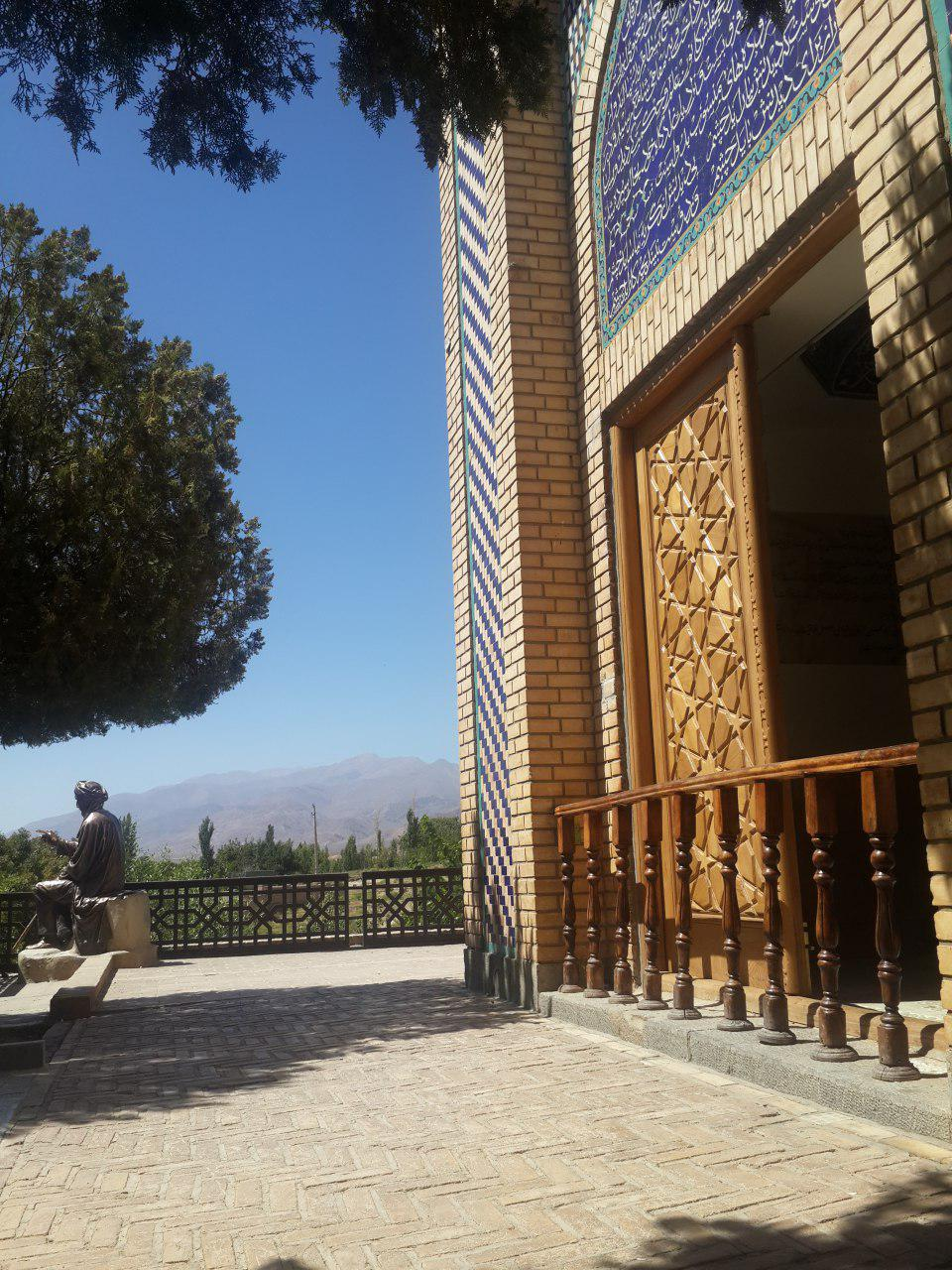
نمای بیرونی ساختمان آرامگاه

ابوالحسن علی بن جعفر بن سلمان بن احمد خَرَقانی (زادهٔ ۳۵۲-درگذشتهٔ ۴۲۵ق) عارف و صوفی نام‌دار و بزرگ ایرانی بوده‌است.

## زندگی‌نامه
نام او علی و کنیه‌اش ابوالحسن بود. او در سال ۳۵۲ق در روستای خرقان قومس از توابع شهرستان شاهرود، کوهستان بسطام به دنیا آمده‌است. او بایزید بسطامی را مقتدای خود دانسته و مانند ابوسعید ابوالخیر از احمد بن عبدالکریم قصاب آملی یا جوانمرد قصاب خرقه گرفته. گفته شده که سلطان محمود غزنوی به دیدار او رفته و از او پند خواسته‌است. در گفته‌ها و داستان‌های به جای مانده که ابوسعید ابوالخیر و پورسینا به خرقان رفته و با او گفتگو داشته و مقام معنوی او را ستوده‌اند. از مریدان و شاگردان نام‌دار او خواجه عبدالله انصاری هروی بوده‌است. وفات ایشان در روز شنبه دهم محرم (عاشورا) سال ۴۲۵ق و در ۷۳ سالگی در روستای خرقان بوده‌است. به عقیده شهاب الدین سهروردی و جواد نوربخش، وی از انگشت شمار پیرانی است که پیرو حکمت خسروانی و پاسدار فرهنگ ایران بودند.

## در کلام مشایخ طریقت و بزرگان عرفان و صوفیه
به نقل از کتاب: «ابوالحسن خرقانی» تألیف دکتر جواد نوربخش:
- ابوالقاسم قشیری: چون من به ولایت خرقان آمدم فصاحتم برسید و عبارتم نماند از حشمت آن پیر، تا پنداشتم که از ولایت خود معزول شدم. (کشف المحجوب هجویری)
- ابوالعباس قصاب آملی: چون از دنیا بیرون می‌رفت، خادم را گفت: رو به خرقان شو، مردی است آنجا مخمول الذکر، مجهول العین، او را ابوالحسن خرقانی گویند. سلام ما به او برسان و به او بگو که این طبل و علم با اذن الله تعالی و فرمان او به حضرت تو فرستادم و اهل زمین را به تو سپردم و من رفتم. (کشف الاسرار میبدی)
- خواجه عبدالله انصاری: من از خرقانی شنیدم که الحمد را الهمد می‌خواند که وی امّی بود، الحمد بنمی دانست گفت، و وی سیّد و غوث روزگار بود. (طبقات الصوفیه انصاری) اما خود وی دربارهٔ امّی بودنش چنین گوید: و امّی ام نیک به آلاء حق، یعنی همگی من آنچه هست در حق محو است به حقیقت آنچه مانده خیال است. (تذکرة الاولیا عطّار)
- جواد نوربخش: شیخ ابوالحسن خرقانی از انگشت شمار پیرانی است که پیرو حکمت خسروانی و پاسدار فرهنگ ایران بود. او جز به حق به کسی و به چیزی توجه نداشت، جز خدا نمی‌خواست و جز او را نمی‌دید. می‌گفت: تا دست از دنیا بداشتم هرگز با سَرَش نشدم، و تا گفتم الله، به هیچ مخلوق بازنگردیدم. عشق به وجود مطلق و خدمت به خلق داشت، از همه بگسست و به حق پیوست. (مقدمه کتاب «ابوالحسن خرقانی»)

## سخنانی از وی
- سر به نیستی خود فرو بردم چنان‌که هرگز وادید نیایم، تا سر به هستی تو برآرم چنان‌که به تو یک ذرّه بدانم. (تذکرة الاولیا عطّار)
- در سرای دنیا زیرِ خاربنی با خداوند زندگانی کردن از آن دوست‌تر دارم که در بهشت زیر درخت طوبی، که از او من خبری ندارم. (تذکرة الاولیا عطّار)
- عالم هر بامداد برخیزد، طلب زیادتی علم کند و زاهد طلب زیادتی زهد کند و ابوالحسن در بند آن بود که سُروری به دل برادری رساند. (تذکرة الاولیا عطّار)
- جوانمردان را قبله خداست. فاینما تولّوا فثمّ وجه الله (تذکرة الاولیا عطّار)
- یکبار خدای را در خواب دیدم که گفت: یا ابوالحسن! خواهی که تو را باشم؟ گفتم: نه. گفت: خواهی که مرا باشی؟ گفتم: نه. گفت: یا ابوالحسن! خلق اولین و آخرین در اشتیاق این بسوختند تا من کسی را باشم، تو مرا این چرا گفتی؟ گفتم: بار خدایا این اختیار که تو به من کردی از مکر تو ایمن کی توانم بود؟ که تو به اختیار هیچ‌کس کار نکنی. (تذکرة الاولیا عطّار)

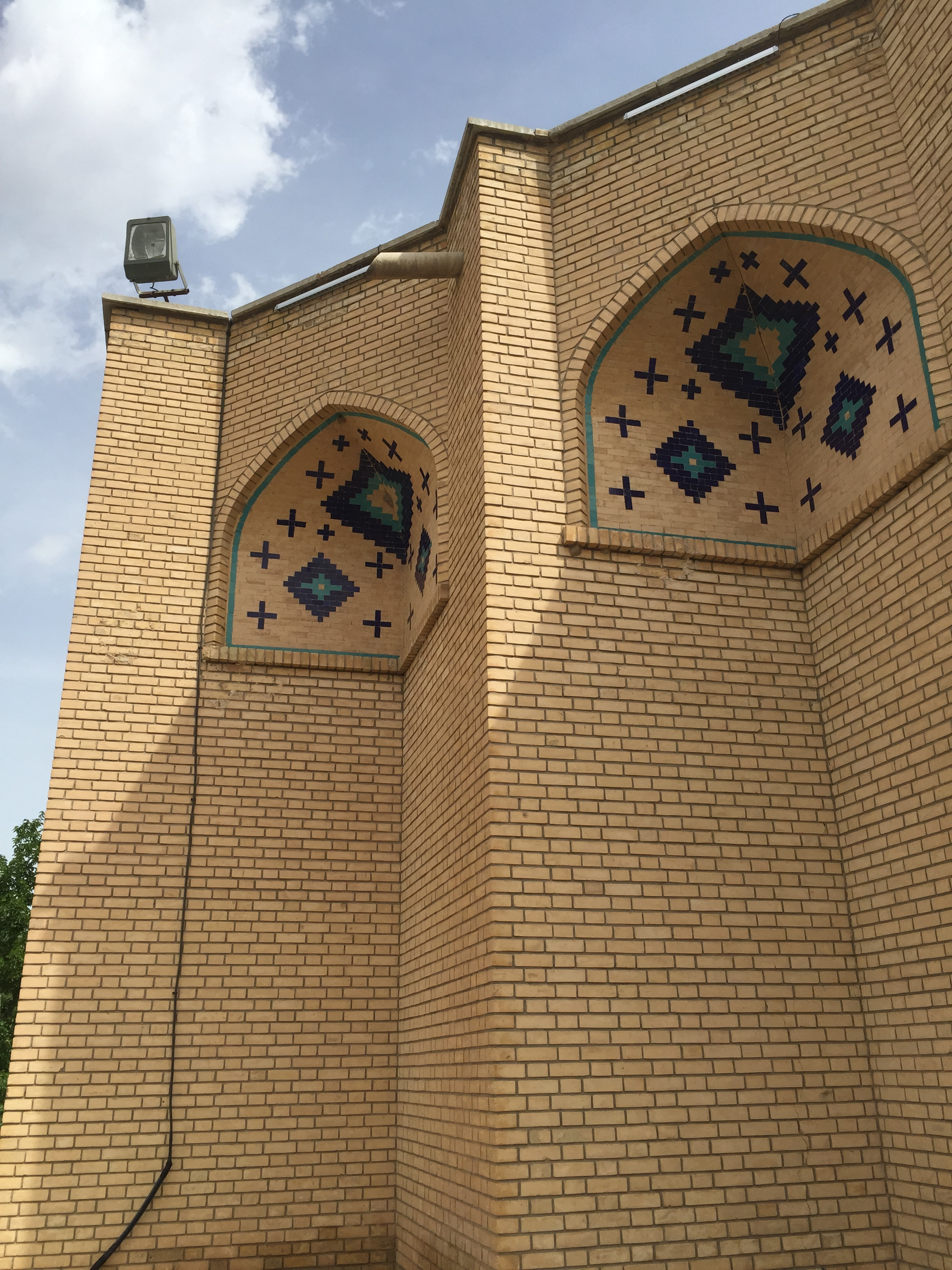
ساختمان آرامگاه

- نقل است از شیخ ابوالحسن خرقانی شبی نماز همی کرد. آوازی شنید که «هان! ابوالحسن! خواهی تا آنچه از تو می‌دانم با خلق بگویم تا سنگسارت کنند!؟» شیخ گفت: «بار الها! خواهی تا آنچه از کرم و رحمت تو می‌دانم و می‌بینم با خلق بگویم تا دیگر هیچ‌کس سجودت نکند؟» آواز آمد: «نه از تو، نه از من.» (تذکرة الاولیا عطّار)

## عقاید شیخ
او هر چند خود و خلق را در خالق محو می‌دید اما در سلوک خویش از هر فرصتی برای شکستن دیوارهای تفرقه قوم گرایی و هرنوع برتری انسانی بر انسان دیگر استفاده کرده‌است و طریق وصول به خالق را خدمت به خلق معرفی کرده‌است. زیبایی مکتب شیخ در این است که انسان‌ها را می‌بیند و خدمت می‌کند اما برای آنها در برابر حق تعالی موضوعیتی قایل نیست بلکه چون به وحدت خالق و مخلوق معتقد است، خدمت به خدا را برتر از عبادات ظاهری می‌شناسد. او به انسان‌ها خدمت می‌کند و غمخوار آدمیان است نه به خاطر عبادت نه برای رسیدن به بهشت موعود و گریز از جهنم بلکه به خاطر نفس انسانیت، او که چنین صمیمانه می‌سراید:
| آن دوست که دیدنش بیاراید چشم |  | بی دیدنش از گریه نیاساید چشم    |
| مارا ز برای دیدنش باید چشم   |  | گر دوست نبیند به چه کار آید چشم |

با همین چشم که غیر از دوست را نمی‌بیند از شیخ پرسیدند که جوانمردی چیست؟ گفت آن سه چیز است اول سخاوت دوم شفقت بر خلق سوم بی‌نیازی از خلق؛ و اوج این انسان دوستی شعاری است که گویند در خانقاه شیخ نوشته بود:
آنکه در این سرا درآید نانش دهید و از ایمانش مپرسید، چه آنکس که نزد باریتعالی به جان ارزد البته بر خوان بوالحسن به نان ارزد.
 در نوشته‌های منسوب به شیخ ابوالحسن خرقانی می‌بینیم که نتیجه فرهنگ خاص عرفان ایشان چگونه به خدامداری می‌رسد.

## نگارخانه

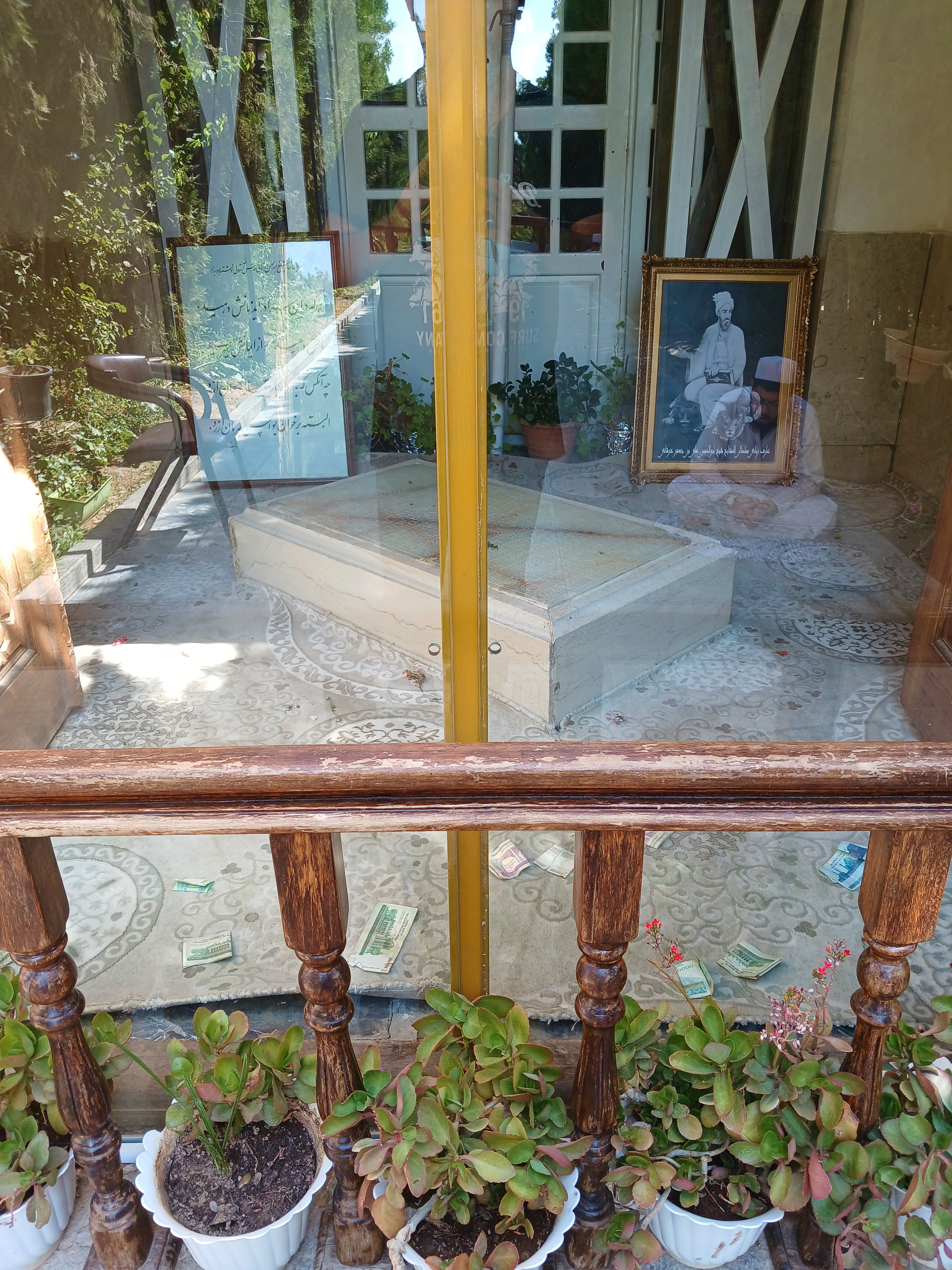
مزار شیخ که برای اهل سنت بویژه مردم استان گلستان مکانی زیارتی و بسیار قابل احترام است